# Jakub Śpiewanek
Jakub Śpiewanek (ur. 29 września 1984) – polski żużlowiec.
Sport żużlowy uprawiał w latach 2001–2005 w barwach klubów: Stali Gorzów Wlkp. (2001–2003), Startu Gniezno (2004) i KSŻ Krosno (2005). Finalista Młodzieżowych indywidualnych mistrzostwach Polski z 2002 roku (rezerwowy), Młodzieżowych mistrzostw Polski par klubowych z 2001 roku (V miejsce) oraz Brązowego kasku (2001 – rezerwowy, 2002 – XVI miejsce i 2003 – XI miejsce).